# San Giorgio Monferrato
San Giorgio Monferrato és un municipi situat al territori de la província d'Alessandria, a la regió del Piemont (Itàlia).
San Giorgio Monferrato limita amb els municipis de Casale Monferrato, Ozzano Monferrato i Rosignano Monferrato.

## Galeria

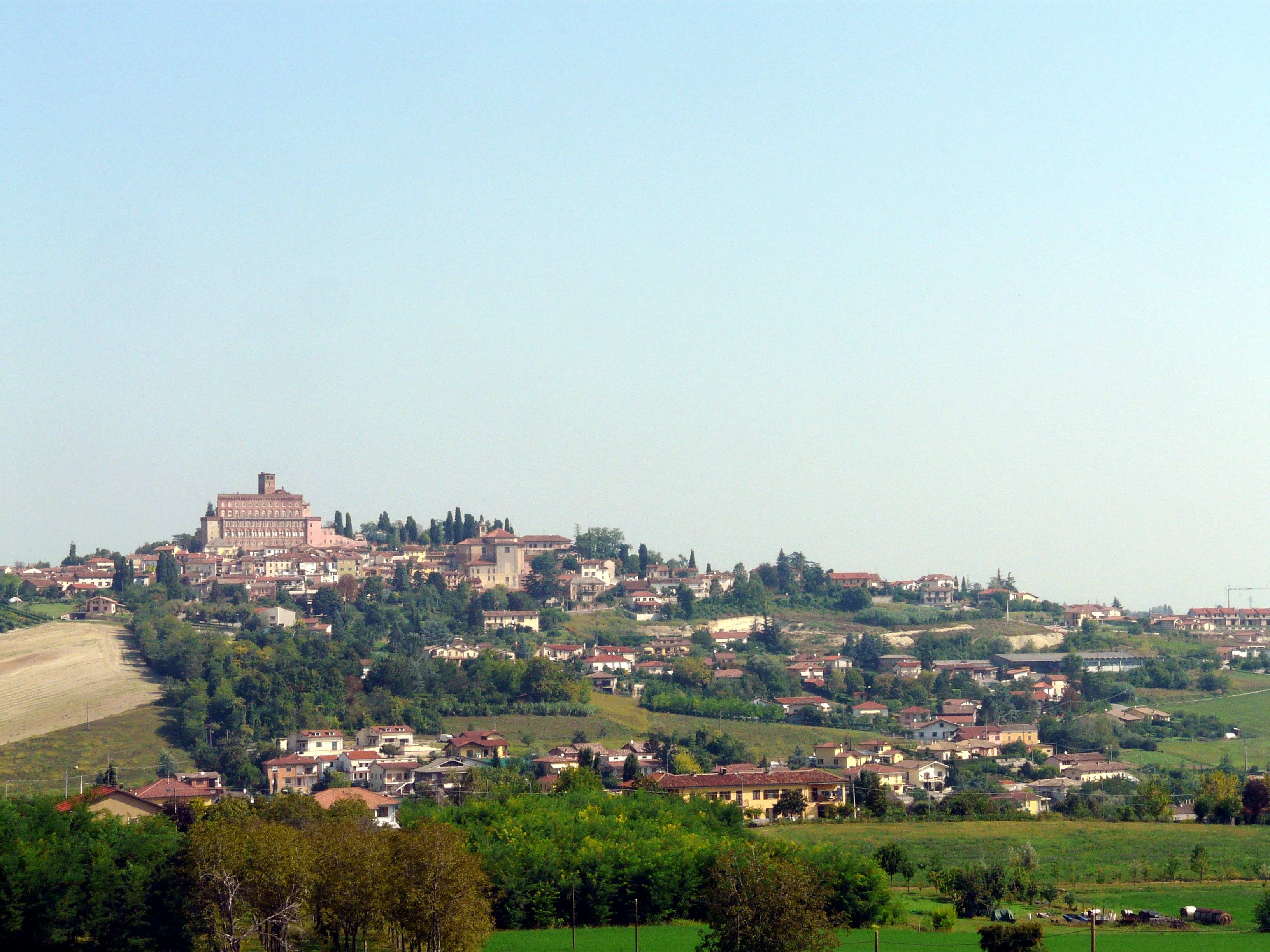
Vista panoràmica
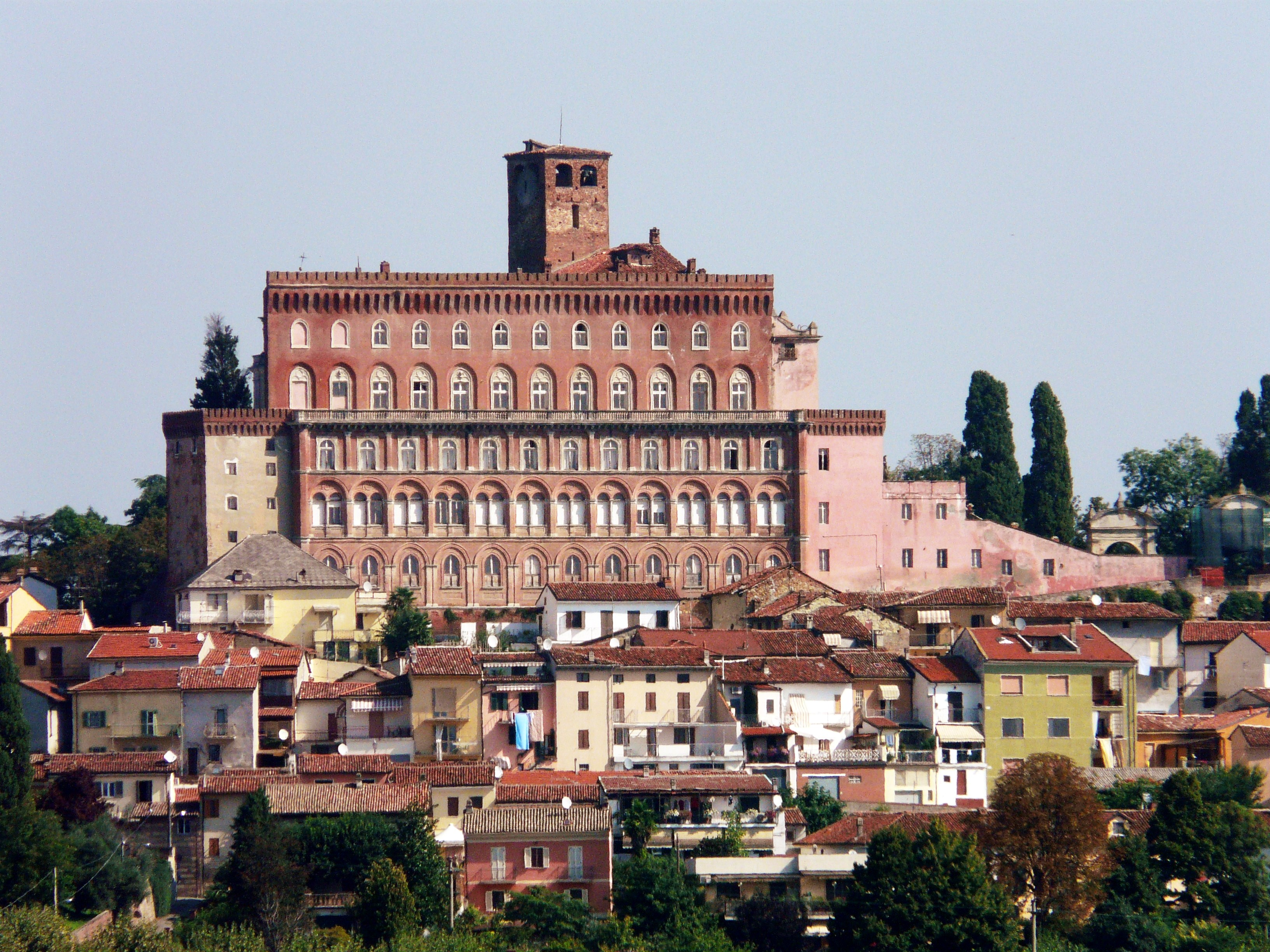
Castell
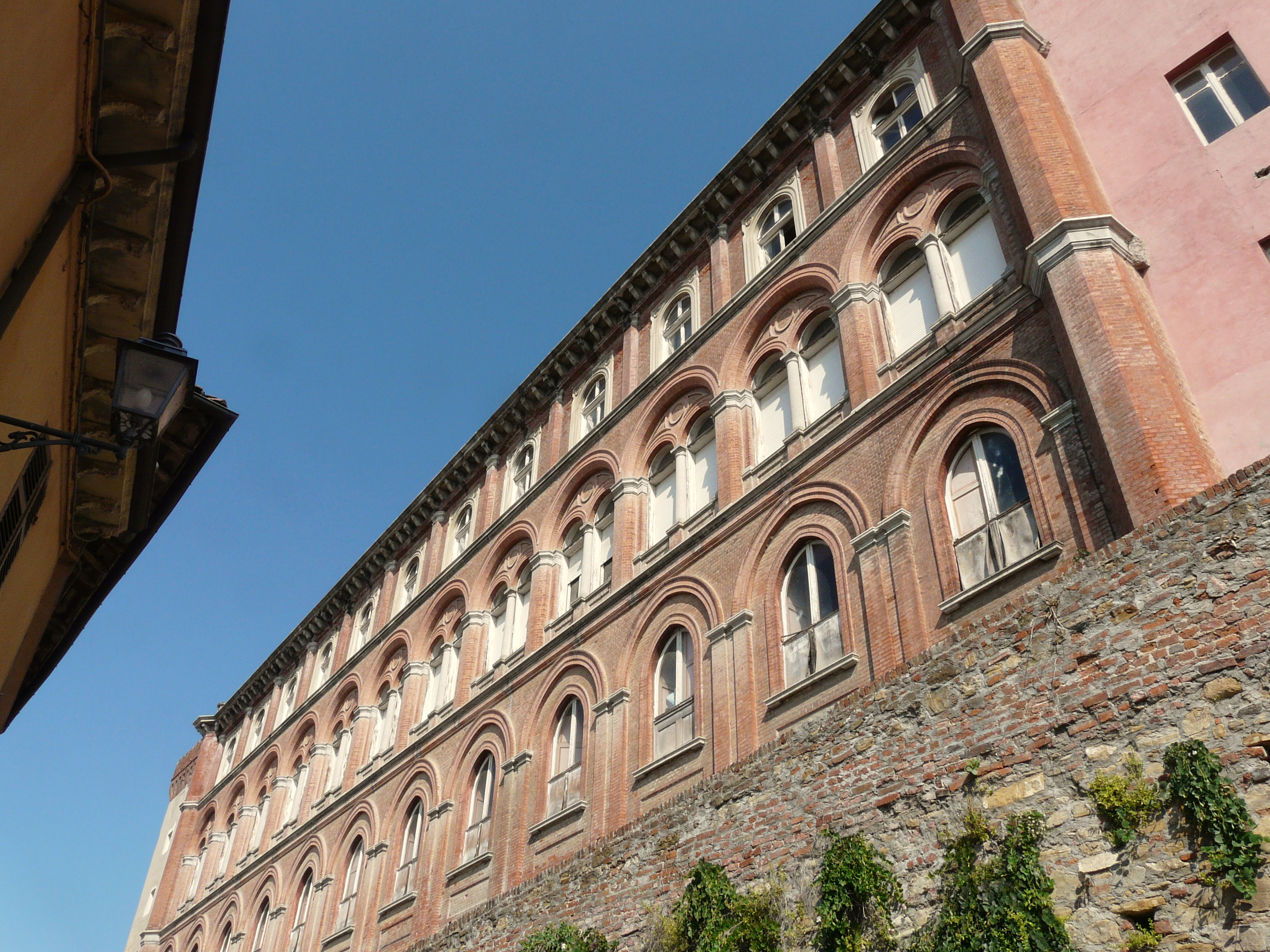
Detall del Castell
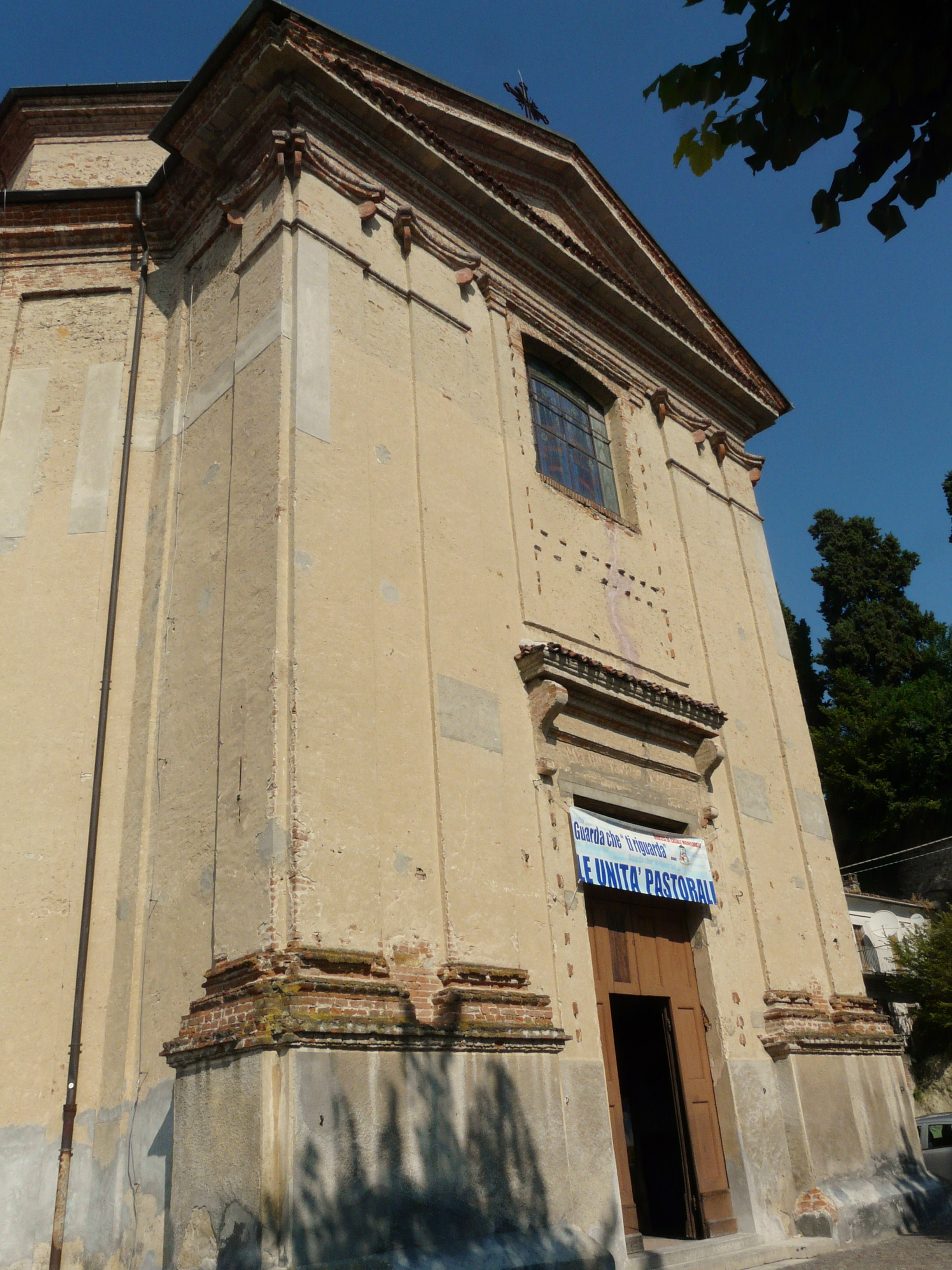
Façana de l'església de Sant Jordi
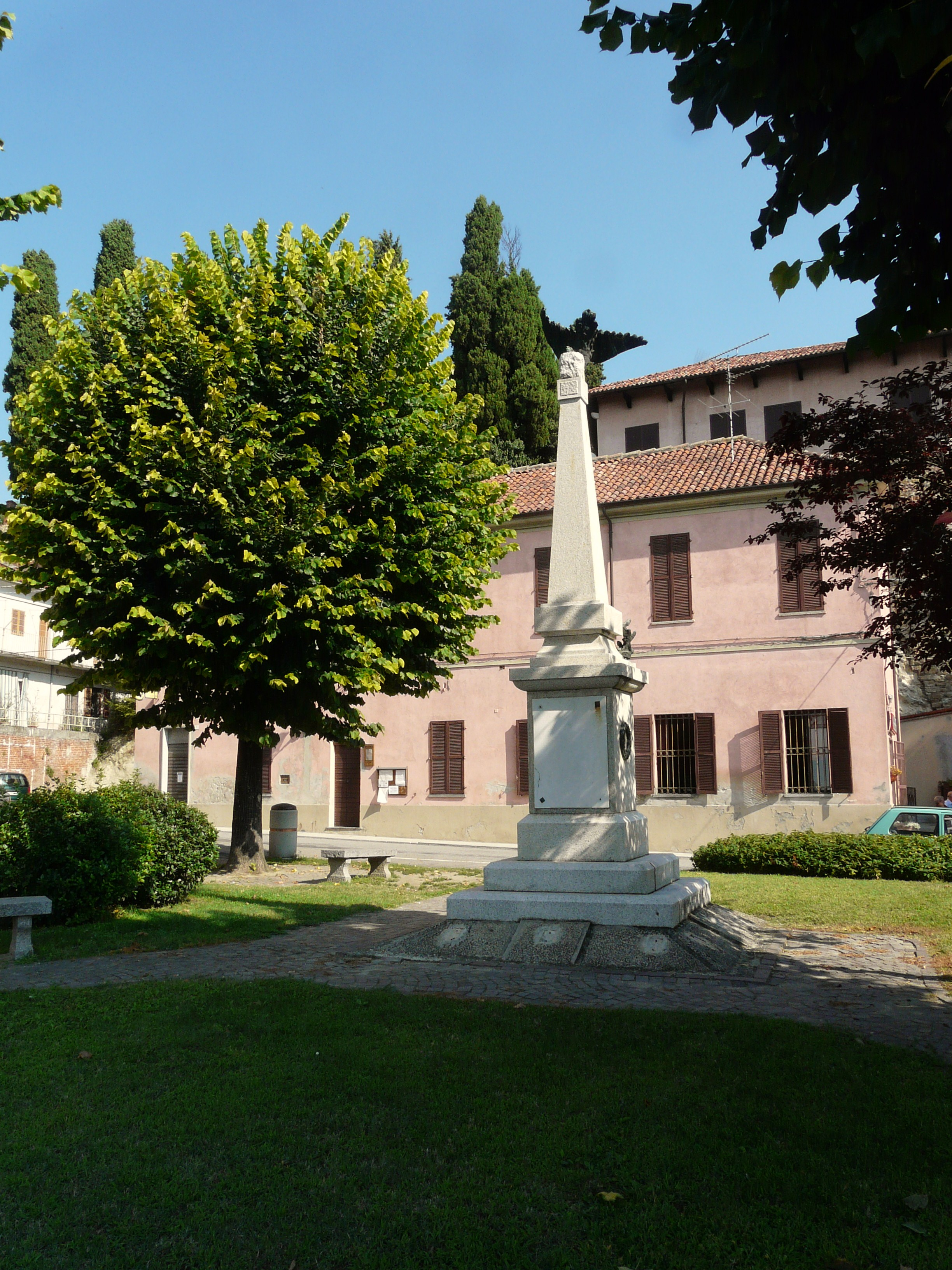
Monument als caiguts
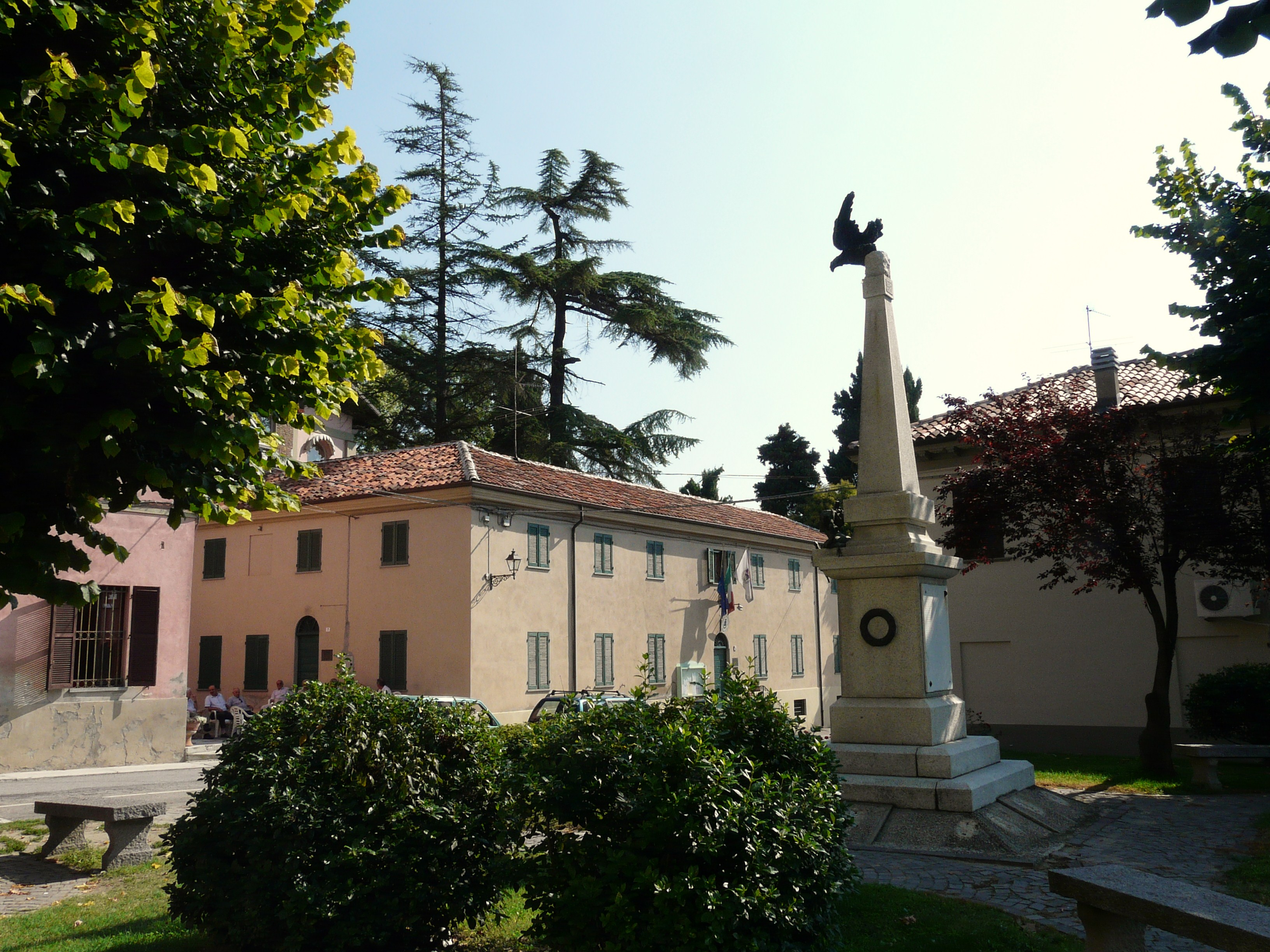
Plaça de San Giorgio Monferrato
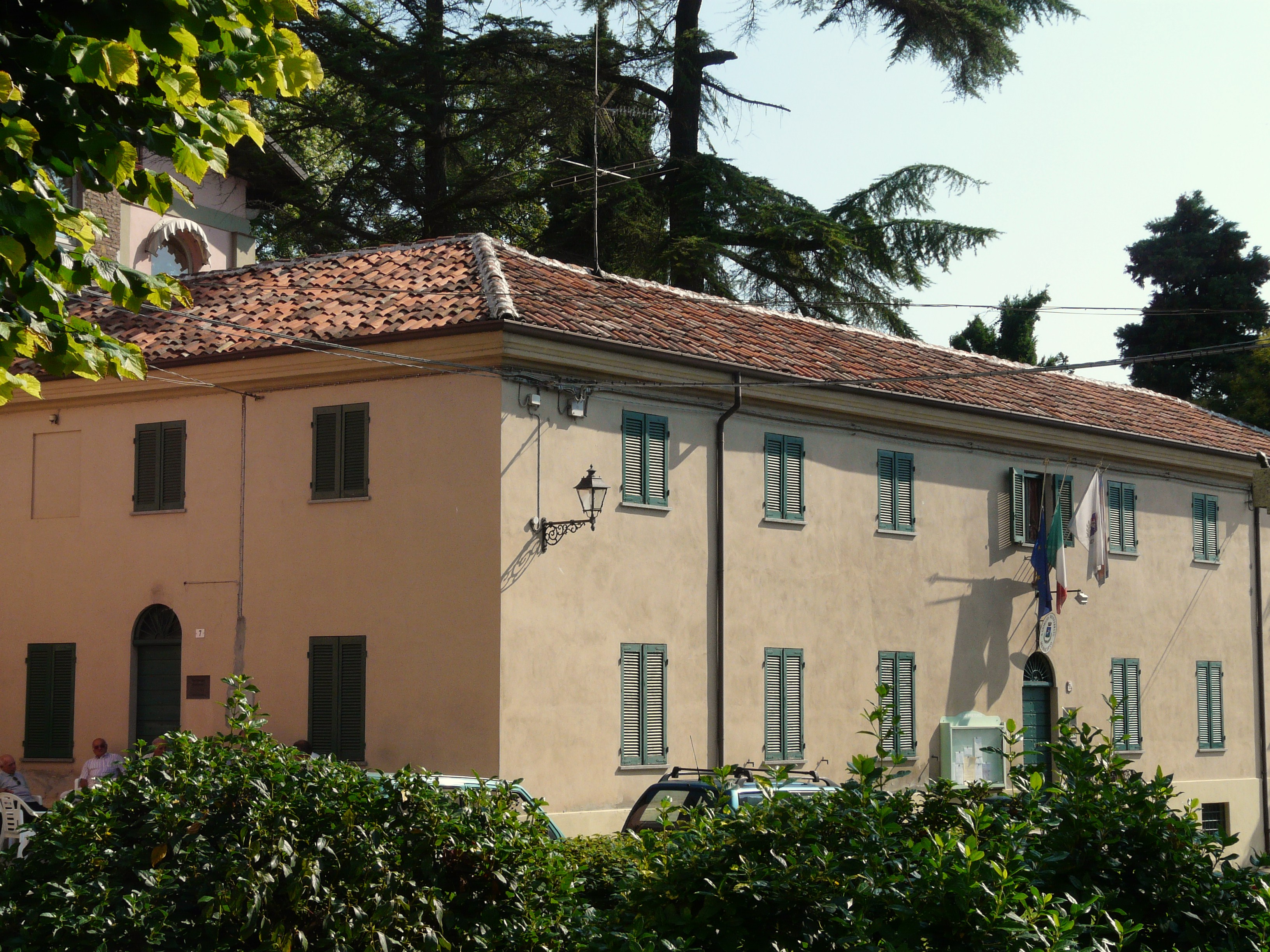
Ajuntament